# Medalia Frederic August
Medalia Frederic August (în germană Friedrich-August-Medaille) a fost o decorație de stat a Regatului Saxoniei acordată militarilor de rang inferior pentru servicii deosebite. În ierarhia decorațiilor saxone se afla sub Ordinul Militar al Sf. Henric și celelalte ordine.
Medalia a fost instituită la 23 aprilie 1905 de către regele Frederic August al III-lea al Saxoniei. Ea avea o formă rotundă standard pentru medalii; pe avers se afla monograma regală formată din literele latine împletite „F”, „A” și „R” -„Friedrich August Rex”, „regele Frederic August”, încoronate cu o coroană și înconjurate de o cunună de lauri, în timp ce pe revers era inscripționat numele medaliei: Friedrich August Medaille și un ornament vegetal (cununa de lauri este simbolul Saxoniei). Medalia avea două grade. Soldații și caporalii primeau medalii din bronz, în timp ce subofițerii premeau o medalie din argint. Medalia de bronz avea o masă de 11,4 g, iar medalia de argint cântărea 12,5 g. Medalia putea fi acordată și femeilor.
Medaliile acordate în timp de pace aveau o panglică galbenă cu dungi negre. Medaliile acordate în anii Primului Război Mondial aveau o panglică galbenă cu dungi albastre. 
Medalia nu s-a mai acordat odată cu sfârșitul Primului Război Mondial din cauza desființării Regatului Saxoniei și a Imperiului German. Cu toate acestea, ea a continuat să fie purtată de deținătorii ei în perioada celui de-al Treilea Reich și în Germania, dar nu și în RDG. 